# Preselle
Preselle is een plaats (frazione) in de Italiaanse gemeente Scansano.